# ینس مسیحی کریستنسن
ینس مسیحی کریستنسن (دانمارکی: Jens Christian Christensen; ۲۱ نوامبر ۱۸۵۶ – ۱۹ دسامبر ۱۹۳۰) یک سیاست‌مدار اهل دانمارک بود.